# Пічпанда
Пічпа́нда (рос. Пичпанда, ерз. Пичпанда) — село у складі Зубово-Полянського району Мордовії, Росія. Адміністративний центр та єдиний населений пункт Пічпандинського сільського поселення.
Населення — 654 особи (2010; 766 у 2002).
Національний склад станом на 2002 рік:
- мордва — 96 %